# Dagmar (nombre)
Dagmar es un nombre escandinavo, su utilización es generalmente femenino aunque también puede ser masculino y su uso abarca también República Checa, Eslovaquia, Polonia (Dagmara), Países Bajos, Estonia y Alemania, derivado del nombre nórdico antiguo (Dagmær), dagr que significa "día", y mær que significa "hija," "madre" y "doncella."

## Apodos
Dagie, Dagmarka, Daga (en polaco), Dasha, Dáša, Digi y Mara (en checo); Dagi y Daggi (en alemán) , Dag

## Personas
- Dagmar (1921-2001), actriz estadounidense
- Dagmar de Dinamarca (1847-1928), emperatriz consorte de Rusia y madre del emperador Nicolás II
- Dagmara Domińczyk, actriz polaca-estadounidense
- Dagmar Hagelin (1959-1977), chica sueca-argentina desaparecida
- Dagmar Hase (1969), nadadora alemana
- Dagmar Kersten (1970), gimnasta alemana
- Dagmar Lassander (1943), actriz alemana
- Dagmar Rübsam (1962), atleta alemana
- Dagmar Overbye (1883-1929), asesina en serie danesa